# 吉田城 (尾張国)
吉田城（よしだじょう）は、愛知県春日井市にあった室町時代の日本の城（平城）。

## 概要
織田敏定の家臣・小坂吉政が築城したといわれている。小坂吉政は山名氏に仕えたが、応仁の乱の頃に京都へ出た後に織田敏定の家臣になり、尾張国に入った。その頃に築城されたといわれている。
当初、この城は柏井城と呼ばれていたが小坂吉政が（吉田孫四郎吉政）と改名したので吉田城と呼ばれるようになった。少し東に行くと城主小坂雄吉の居城である上条城が存在した。

## 歴史

### 室町時代
小坂吉政が奉行所として館を建てた。そのうち土塁や堀を築くようになって建物も立派になってきたので吉田城と名乗るようになった。

### 戦国時代
天文23年（1554年）の清洲攻めの際に当時の城主であった小坂久蔵正氏が清洲城の南西（深田口）で討死した。小坂久蔵正氏には子がなく、相続されずに放置してあったのを織田信長は小坂雄吉に跡を継がせようとした。初代城主の小坂吉政の孫の小坂吉俊の孫が小坂雄吉の生母であり、小坂久蔵正氏は小坂吉俊の息子の関係で、両家はもともと親戚であった。こうして小坂氏を継ぐことになった小坂雄吉は、吉田城と上条城の城主になった。
天正12年（1584年）、小牧・長久手の戦いの際に羽柴秀吉が休戦と引き換えに吉田城や上条城、小牧にある諸城を取り壊すことを命じたため廃城になり、戦いは終結した。

### 現代
かつては『近世村絵図』「第十八図下条村絵図」に「吉田城」と明記され、地籍図からも城跡が確認できたが、現在は本丸があった下条公園に石碑が一つ建てられているだけである。公園を整備している時に3つの大きな石がでてきて、現在は春日井市立小野小学校、下条八幡社におかれている。

## 所在地
- 愛知県春日井市下条町3丁目7

## 交通アクセス

### 鉄道
- JR中央本線 勝川駅下車、南へ徒歩で約20分。

### バス
名鉄バス・あおい交通
- 「勝川駅」バス停下車、南へ徒歩で約20分。

かすがいシティバス
- 「春日井高等養護学校」バス停下車、北へ徒歩で約1分。

### 自動車
- 名古屋第二環状自動車道 松可戸ICより約3分。
- 中央自動車道 春日井ICより約30分。